# Pescada-branca
O pescada-branca (Cynoscion leiarchus) é uma espécie sul-americana de peixe pescada. Também são conhecidos pelos nomes de corumbeba, perna-de-moça, pescada-de-rede, pescada-do-reino, pescada-perna-de-moça e pescadinha.

## Morfologia
Os adultos têm como média uma longitude de 40 cm, mas se tem encontrado exemplares até de 60 cm. Podem alcançar até 2.500 g de peso. Possui coloração prateada com reflexos avermelhados; silveirado azulado nas costas, muitas vezes com reflexos esverdeados. Esbranquiçada na barriga. Lados superiores às vezes com pontos escuros discretos. Porção macia da barbatana dorsal e aleta caudal afiada com as aletas pretas; as pélvicas e anais amareladas. O interior do opérculo escuro é visível externamente. Boca grande, pontuda, mandíbula inferior projetada. Maxilar superior com um par de dentes caninos grandes na ponta. Queixo sem barbete ou poros óbvios. Apresenta 11 espinhos dorsais; 20 a 24 raios dorsais moles 2; Espinhas anais e 8 a 10 raios macios anais.

## Hábitat
É um peixe de tropical e subtropical; demersal, que vive até uma profundidade de 25 m, mas se encontraram exemplares a 100 m de profundidade. Vive em águas salobras e marinhas, e sobre fundos da lama e da areia em estuários dos rios.

## Distribuição geográfica
Se encontra no oeste do Atlântico, desde Nicarágua e Panamá até Santos (São Paulo) e Guaratuba (Paraná) no sudeste de Brasil.

## Pesca
É apreciado por sua carne. Sua pesca é principalmente artesanal, com redes. Se vende geralmente fresco.